# NK Hajduk Popovac
NK Hajduk je nogometni klub iz Popovca. 
Trenutačno se natječe u 2. ŽNL Osječko-baranjskoj.

## Povijest
Klub je osnovan 1929. godine kao ŠK Popovac i pod tim imenom je nastupao do Drugoga svjetskog rata. Rad kluba obnovljen je 1955. godine pod nazivom NK Hajduk.
Do sezone 2014./15. klub se natječe u 2. ŽNL Osjecko-baranjskoj NS Beli Manastir. Tada osvaja 1. mjesto i nakon dodatnih kvalifikacija biva promoviran u viši rang, iako je taj uspjeh ponovio i sezonu prije toga (osvojio prvenstvo i pobijedio u kvalifikacijama, ali je zbog manjka financijskih sredstava odustao od promocije).

### Plasmani kluba kroz povijest
| Sezona      | Liga                                      | Plasman    |
| ----------- | ----------------------------------------- | ---------- |
| 1999./2000. | 2. ŽNL Osječko-baranjska NS Beli Manastir | 7. mjesto  |
| 2000./01.   | 2. ŽNL Osječko-baranjska NS Beli Manastir | 9. mjesto  |
| 2001./02.   | 2. ŽNL Osječko-baranjska NS Beli Manastir | 1. mjesto  |
| 2002./03.   | 1. ŽNL Osječko-baranjska                  | 16. mjesto |
| 2003./04.   | 2. ŽNL Osječko-baranjska NS Beli Manastir |            |
| 2004./05.   | 2. ŽNL Osječko-baranjska NS Beli Manastir |            |
| 2005./06.   | 2. ŽNL Osječko-baranjska NS Beli Manastir |            |
| 2006./07.   | 2. ŽNL Osječko-baranjska NS Beli Manastir |            |
| 2007./08.   | 2. ŽNL Osječko-baranjska NS Beli Manastir | 9. mjesto  |
| 2008./09.   | 2. ŽNL Osječko-baranjska NS Beli Manastir | 2. mjesto  |
| 2009./10.   | 2. ŽNL Osječko-baranjska NS Beli Manastir | 7. mjesto  |
| 2010./11.   | 2. ŽNL Osječko-baranjska NS Beli Manastir | 8. mjesto  |
| 2011./12.   | 2. ŽNL Osječko-baranjska NS Beli Manastir | 7. mjesto  |
| 2012./13.   | 2. ŽNL Osječko-baranjska NS Beli Manastir | 4. mjesto  |
| 2013./14.   | 2. ŽNL Osječko-baranjska NS Beli Manastir | 2. mjesto  |
| 2014./15.   | 2. ŽNL Osječko-baranjska NS Beli Manastir | 1. mjesto  |
| 2015./16.   | 2. ŽNL Osječko-baranjska NS Beli Manastir | 1. mjesto  |
| 2016./17.   | 1. ŽNL Osječko-baranjska                  | 7. mjesto  |